# Соколово (Горецкий район)
Соколо́во (бел. Сакало́ва) — деревня в составе Горского сельсовета Горецкого района Могилёвской области Республики Беларусь.

## Население
- 1999 год — 122 человека
- 2010 год — 60 человек